# Gregorio de Sandoval Anaya y González de Alcalá
Gregorio de Sandoval Anaya y González de Alcalá (Cuenca, Corona de España, ca. 1590-Cartago, Provincia de Costa Rica, entre febrero y junio de 1646) fue un militar español que ocupara el cargo de gobernador de la provincia de Costa Rica entre 1636 y 1644.

## Biografía
Gregorio de Sandoval Anaya y González de Alcalá había nacido hacia 1590 en la ciudad de Cuenca, de la entonces Castilla la Nueva. Fue hijo de Juan Domingo Martínez de Sandoval y Águeda González de Alcalá.
Sandoval contrajo nupcias en Madrid alrededor de 1632 con Gregoria de Escobar, nacida en Cartagena de Indias alrededor de 1600, hija de Cristóbal de Escobar (n. Madrid, ca. 1570) y de Isabel Sánchez de los Reyes (n. Madrid, n. ca. 1580), viuda de Marcos de Cortabarría e Irigoyen, originario de Zumárraga, oficial de la secretaría de Nueva España y nombrado como tesorero de Cartagena de Indias en 1628, y madre de doña Ana de Cortabarría y Escobar. En el hogar Sandoval-Escobar no hubo descendencia.

## Carrera militar
Prestó servicios en el ejército desde 1614, primero en la compañía del maestre de campo Pedro Juan Dávila y después en la Armada Real del Mar Océano, en la cual se aprestó para Filipinas., hasta que en 1617 pasó al Milanesado. Fue gravemente herido en la toma de Vercelli y participó en otros hechos de armas y sufrió más heridas. En 1623 pasó a Flandes con la gente que llevó a su cargo el maestre de campo Juan Claros de Guzmán y participó en el sitio y toma de Breda. En 1625 regresó a España, y después de una breve estadía en Madrid participó en la defensa de La Coruña. Posteriormente volvió a servir en Italia y participó en diversos combates en el Piamonte, donde fue gravemente herido. Pasó en 1631 a Flandes con el II° duque de Lerma Francisco Gómez de Sandoval y Padilla y estuvo en el socorro de Brujas y otras acciones militares.

## Gobernador de Costa Rica
El 29 de noviembre de 1634, Felipe IV de España lo nombró gobernador de Costa Rica en sustitución de Juan de Villalta, que había fallecido recientemente. Pero recién tomó posesión de su cargo a finales de octubre de 1636, por lo cual su puesto fue ocupado en ese tiempo por tenientes de gobernador.
Abrió el puerto de Matina porque el tradicional de Suerre continuaba inutilizado debido a las crecidas y el cambio de curso del río Suerre. Hizo arreglar el camino que conducía de Cartago a la costa caribeña, abierto por Alonso Anguciana de Gamboa a finales del siglo XVI. Estas medidas permitieron el surgimiento del cultivo del cacao en las vegas de los ríos Matina y Barbilla y su exportación a Panamá y otros mercados.
En la ciudad de Cartago reedificó la sede del Cabildo y, por su cuenta, edificó y reconstruyó las iglesias de varias reducciones indígenas. En su época se abrieron en Cartago las primeras carnicerías.
Debido a ausencias temporales suyas ejercieron el mando en Cartago, como tenientes de gobernador, los alcaldes ordinarios de la ciudad Diego López de Ortega y Felipe de Coto (1639) y el capitán Juan de Senabria Maldonado (1640).
Durante la administración de Sandoval visitaron la provincia Fernando Núñez Sagredo, obispo de Nicaragua y Costa Rica, y el clérigo inglés Thomas Gage, quien escribió una sucinta relación de su viaje, con algunas inexactitudes de consideración.
Para sucederle en la gobernación la Corona nombró el 9 de abril de 1643 a don Sebastián de Ocón y Trillo y Chacón de Luna, quien falleció antes de tomar posesión del cargo, y el 12 de mayo de 1644 a don Juan de Chaves y Mendoza, quien tomó posesión a fines de octubre de 1644.
Al término de su gestión tuvo graves dificultades con su sucesor, quien pretendió la mano de su hijastra, Ana de Cortabarría y Escobar, quien estaba ya prometida en matrimonio con un caballero de Guatemala. Desairado, Chaves y Mendoza hizo a don Gregorio y a su familia objeto de continuos vejámenes y molestias. Además, Chaves y Mendoza demoró deliberadamente el juicio de residencia de Sandoval, quien se vio en la necesidad de acusarlo penalmente por injurias, calumnias y escalamiento. Sandoval murió en Cartago antes de la terminación del juicio.